# Bradysia trivittata
Bradysia trivittata is een muggensoort uit de familie van de rouwmuggen (Sciaridae). De wetenschappelijke naam van de soort is voor het eerst geldig gepubliceerd in 1840 door Staeger.